# Suez-kanalen
Suez-kanalen (arabisk: قناة السويس, udtalt Qanāt al-Suways) i Egypten blev indviet den 17. november 1869 af kejserinde Eugénie af Frankrig. Dermed forbandt man Middelhavet ved Port Said og Det Røde Hav ved Suez (al-Suways). Det er verdens længste skibskanal, som er farbar for store skibe. Den er 162,2 kilometer lang og mellem 300 og 365 meter bred. Op imod 25.000 skibe sejler gennem kanalen hvert år. Det svarer til omkring 14% af verdens skibsfart. Passagen har taget mellem hen mod 22 timer, afhængig af mængden af modgående fartøjer, idet den i mange år flere steder var for smal, til at moderne skibe kunne passere hinanden uhindret. Der var derfor indlagt "rastepladser", hvilket øgede passagetiden.
Byggeriet af kanalen tog ti år og beskæftigede i alt 1,5 millioner mennesker. 120.000 af disse døde under arbejdet. Den primære dødsårsag var kolera, fulgt af et opskruet arbejdstempo. Det var den franske ingeniør Ferdinand de Lesseps, der havde fået idéen til kanalen, og han var også entreprenør på arbejdet.
I 2014 igangsatte Egypten et projekt, der skulle forkorte gennemsejlingstiden i kanalen ved at etablere et ekstra sejlløb på det stykke, der var smallest, samt øge kanalens dybde. Projektet var færdigt i august 2015, hvorved tiden for passage blev reduceret fra 22 til 11 timer. Prisen for udvidelsen beløber sig til 55 mia. kroner og er finansieret ved salg af obligationer til befolkningen i Egypten, som er garanteret en forrentning på 12%.

## Historie

### Tidligere historie
Det første forsøg på at forbinde Middelhavet og Rødehavet skete omkring 600 f.Kr. under farao Necho II. Historikeren Herodot påstod, at 120.000 arbejdere døde, inden projektet blev indstillet, idet et orakel forudsagde, at kanalen kun ville gavne Egyptens fjender.
I 1798 overvejede Napoleon at bygge en kanal, men kom på bedre tanker, da hans ingeniører fortalte, at der var en højdeforskel mellem vandet i Middelhavet og Rødehavet på 30 meter. Napoleons ingeniører og arkæologer fandt også arkæologiske tegn på tidligere kanaler i området. De 30 meter var imidlertid en beregningsfejl, og da dette blev konstateret i 1840, foreslog den fhv. franske konsul Ferdinand de Lesseps, at projektet blev igangsat. Storbritannien protesterede og mente, at det kunne føre til krig i området. Egypten valgte på trods heraf at gå i gang og hentede finansiering i Frankrig og Tyrkiet. Frankrig fik tilbud om at drive kanalen i 99 år. Byggeriet begyndte i 1859 og varede i 10 år. Hver 10. måned tvangsindkaldte den egyptiske stat 20.000 bønder til byggepladsen, hvor de skulle flytte 2,6 mio. kubikfod jord. 120.000 døde under det anstrengende arbejde, de fleste af kolera. På grund af økonomiske problemer måtte Egypten afhænde 40% af projektet til Storbritannien.
Den 17. november 1869 samledes 6.000 prominente personer fra hele verden for at fejre åbningen af kanalen, som ville halvere sejltiden fra Vesteuropa til Indien og det fjerne østen. Indvielsen blev foretaget af kejserinde Eugénie af Frankrig. Den egyptiske stat havde til lejligheden opført et operahus i Kairo og bestilt en opera, Aida, hos Verdi. Desværre blev Verdi ikke færdig med operaen, der som bekendt foregår i Egypten på faraonernes tid (man opførte i stedet hans Rigoletto). Den blev uropført i Kairo den 24. december 1871. Fra Frankrig og Italien havde man indført 500 kokke og 1.000 tjenere. Pyramiderne var illuminerede med magnesiumlys.
Åbningsceremonien stødte på problemer, da et skib gik på grund og blokerede for de efterfølgende 70 skibe med den østrigske kejser i spidsen. Men endelig kunne samme kejser erklære, at Afrika nu var en ø.
Da man nogle måneder forinden havde åbnet sluserne og lukket saltvand ind i Bittersøen, der udgør en del af kanalen, var alle ferskvandsfiskene i søen blevet slået ihjel.

### Suez-krisen i 1956
Uddybende artikel: Suez-krisen
Egyptens præsident Nasser nationaliserede kanalen 26. juli 1956 og lukkede den for israelsk trafik. Det fik Storbritannien og Frankrig, som havde store økonomiske interesser i kanalen, til at indgå en aftale med Israel om modtræk. 29. oktober invaderede Israel Gazastriben og Sinai-halvøen. Storbritannien og Frankrig tilbød – i henhold til aftalen med Israel – at overtage kontrollen med kanalområderet og skille de stridende israelere og egyptere. Det nægtede Nasser at gå med til og gav dermed de to lande et påskud til selv at angribe Egypten for at genovertage kontrollen med Suezkanalen. Storbritannien og Frankrig trak sig tilbage i marts 1957 efter pres fra USA og fordømmelse fra FN.

### Kanalen lukket mellem 1967-1975
Kanalen blev lukket efter Seksdageskrigen i 1967, hvor Israel besatte Sinai-halvøen frem til kanalens østlige bred. Efter nye kampe i Yom Kippur-krigen i 1973 omkring kanalen blev der indgået en våbenhvileaftale mellem Egypten og Israel i 1974, hvorefter Israel trak sig noget tilbage fra kanalen. Efter omkring et års oprydningsarbejde, som kostede en del menneskeliv på grund af et stort antal miner, blev kanalen genåbnet 5. juni 1975.

### Grundstødningen af Ever Given
Den 23. marts 2021 satte containerskibet Ever Given sig på tværs i kanalen og blokerede trafikken i begge retninger, hvilket fik nogle af de mere end 200 skibe der ventede på at passere, til at overveje at sejle rundt om Afrika i stedet, grundet usikkerhed om bjærgningsarbejdets udsigter af det 200.000 tonstunge skib.

#### 12% af verdenshandlen
Grundstødningen bevirkede at 12% af verdenshandlen gik istå, da cirka 12 procent af verdens gods går gennem kanalen.

## Økologiske konsekvenser af kanalen
Suez-kanalen giver i dag havdyr og -planter mulighed for at vandre mellem Rødehavet og Middelhavet, den såkaldte lessepske vandring. En særligt ubehagelig konsekvens i den østlige del af Middelhavet er en gople der ikke tidligere fandtes der, som gennem kanalen er nået op fra det Røde Hav og nu plager fiskere og badende.